# Parc national de Fiordland
Le parc national de Fiordland se situe au sud-ouest de l'île du Sud de la Nouvelle-Zélande. Il est le plus grand des quatorze parcs nationaux du pays avec une superficie de 12 782 km2, et fait partie de la région appelée Te Wāhipounamu, inscrite au patrimoine mondial de l'UNESCO. Le parc est régi par le ministère de la Conservation.

## Géographie
Il y a des milliers d'années, les glaciers créèrent de nombreux fjords, dont le plus célèbre, le plus visité est le Milford Sound ; parmi les autres fjords les plus connus on trouve également Doubtful Sound et Dusky Sound.
La côte du Fiordland est en pente à pic et crénelée, avec des fjords des vallées des chaînes méridionales des Alpes du Sud, dont le mont Murchison. Dans la section septentrionale du parc plusieurs pics dépassent les 2 000 mètres d'altitude.
La glace a aussi créé des îles, dont deux grandes îles inhabitées, Resolution et Secretary. Plusieurs grands lacs se trouvent en tout ou partie dans le parc, notamment les lacs Te Anau, Manapouri, Monowai, Hauroko, et Poteriteri. Les chutes Sutherland, au sud-ouest du Milford Sound sur le Milford Track, sont parmi les chutes les plus élevées du monde.
Le vent vient surtout de l'ouest, balayant de l'air humide de la mer de Tasman. Rencontrant les montagnes, cet air se refroidit et fait tomber de grandes quantités de pluie sur la région (jusqu'à sept mètres en plusieurs endroits du parc). La pluie maintient les forêts tempérées humides.

## Faune et flore

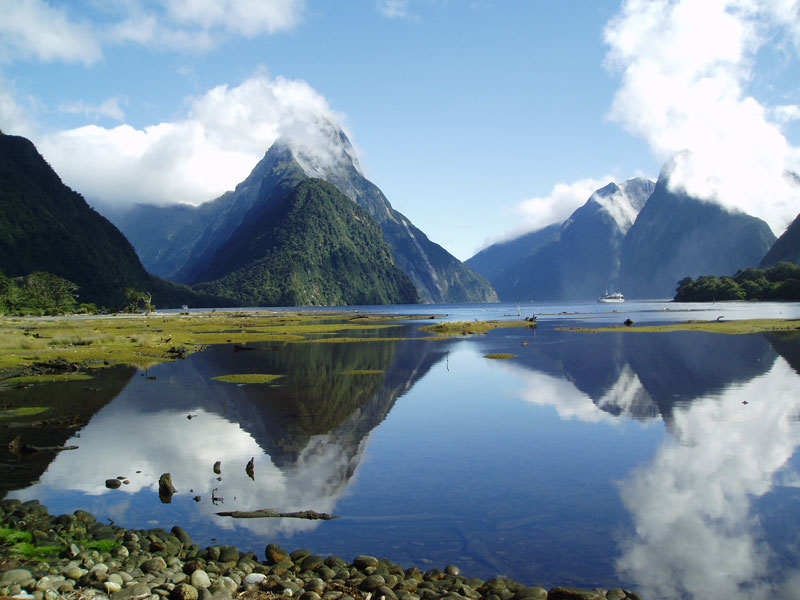
Milford Sound

La faune y est variée et inclut les dauphins, les phoques, les souris, les rats, les lièvres et les cerfs. Parmi les oiseaux on trouve le kakapo, le seul perroquet sans la capacité de voler. On peut y rencontrer aussi le kiwi, endémique au pays.

## Accès

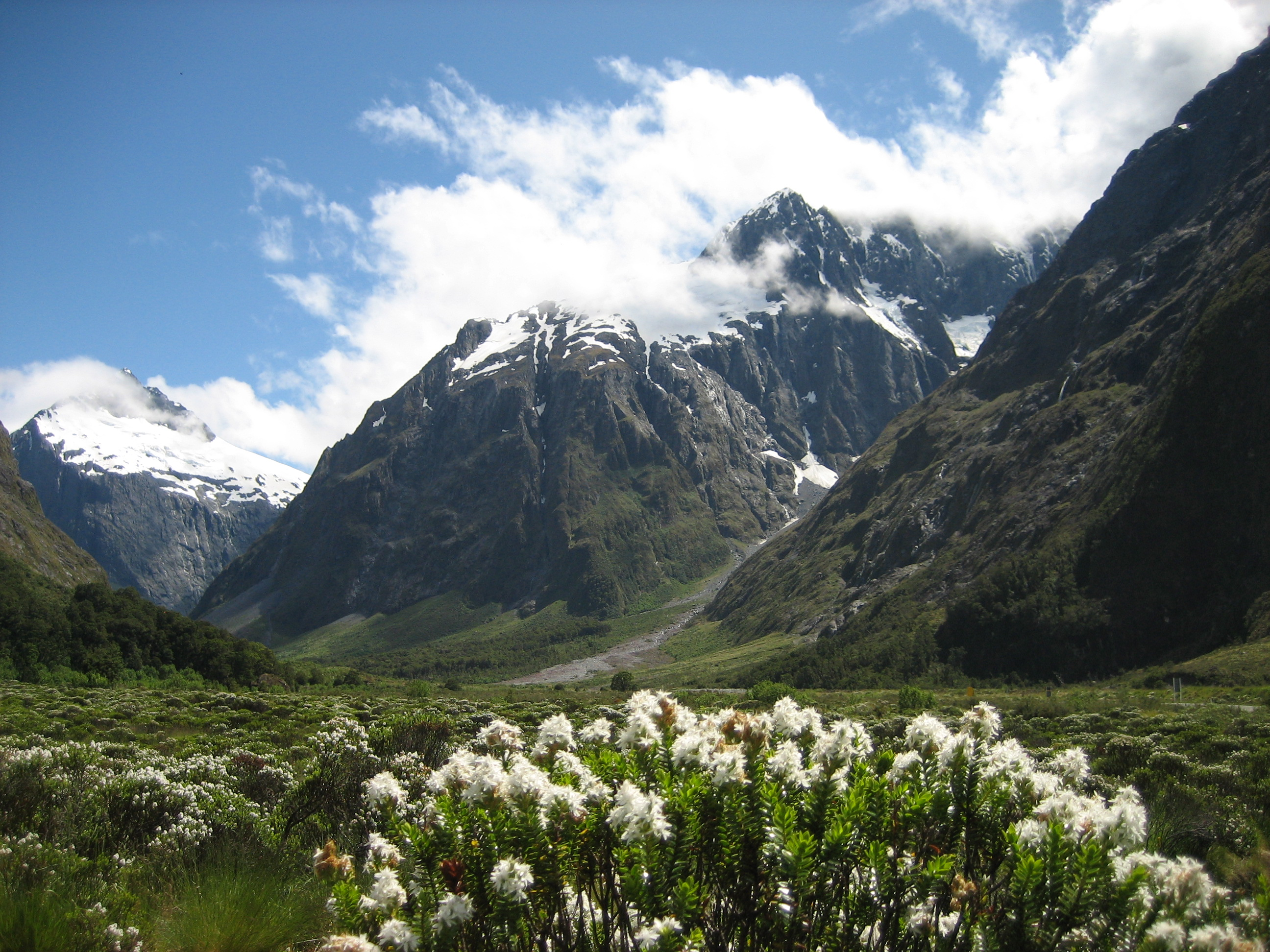
Vallée au printemps

L'accès par la route est limité à la rue Milford (SH 94), qui va au nord depuis son départ à Te Anau et longe la frontière du parc avant d'y entrer près de son QG sur la rivière Eglinton. De là elle croise le coin nord-ouest du parc, se terminant à Milford Sound. Au sud de Te Anau, une route plus petite le lie à Manapouri. Une autre petite route relie Doubtful Sound à la rive ouest du lac Manapouri.
Il y a des petites entreprises offrant des services de vols en hélicoptère ou en avion léger jusqu'à Milford Sound ; là-bas il existe aussi une petite marina.

## Activités
Le parc est populaire avec les randonneurs et alpinistes, qui peuvent y emprunter différents chemins, dont ceux de Milford, Kepler, Hollyford, et Routeburn. D'autres routes encore vont à Milford Sound, qui est facilement accessible en voiture.
Aux environs des années 1920 le parc était envahi par les cerfs introduits depuis l'Europe. Le gouvernement de l'époque donna de l'argent aux chasseurs pour chaque cerf abattu, déclenchant une ruée sur les animaux et aboutit en bagarres entre les chasseurs. Dans les années soixante, ces derniers commencèrent à utiliser des hélicoptères pour mieux chasser dans ce terrain difficile. Le nombre de cerfs diminua drastiquement et le gouvernement mis un coup d'arrêt à la chute en diminuant le nombre de chasseurs autorisés et en réintroduisant des cerfs. Les hélicoptères utilisés autrefois pour la chasse servent aujourd'hui à montrer aux touristes le parc depuis les airs.